# Лунка річкова
Лунка річкова (Theodoxus fluviatilis) — вид прісноводних черевоногих молюсків родини Neritidae. Є об'єктом розведення в акваріумістиці.

## Зовнішній вигляд
Мушля в середньому досягає 6,5 мм в ширину і 9 мм у висоту. Має товсті стінки. Устя закривається оперкулюмом.

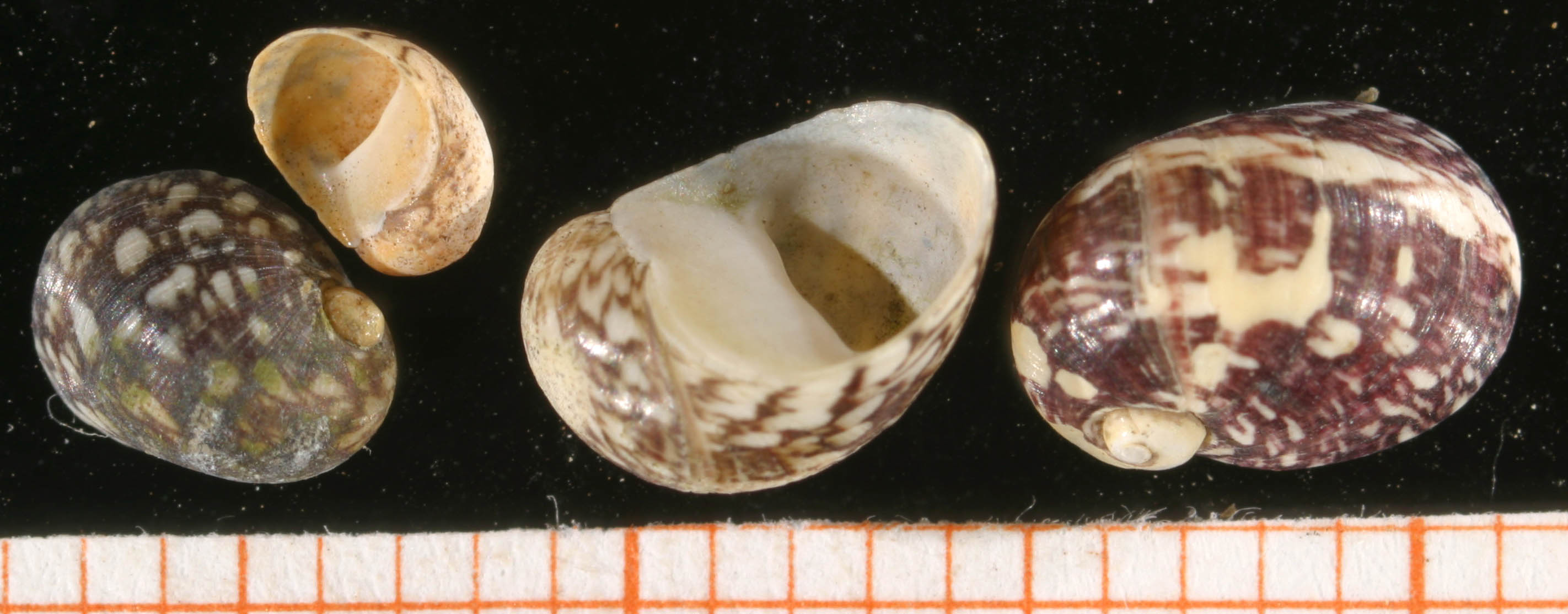

Колір черепашки у різних особин сильно варіює. Малюнок зазвичай сітчастий — темні смуги на світлому тлі, або плямистий — білі плями на темно-червоному тлі. Плями часто розташовані групами.
Тулуб блідо-жовтий з темною передньою частиною. Щупальця досить довгі, білого кольору. Підошва білувата.

## Спосіб життя та поширення

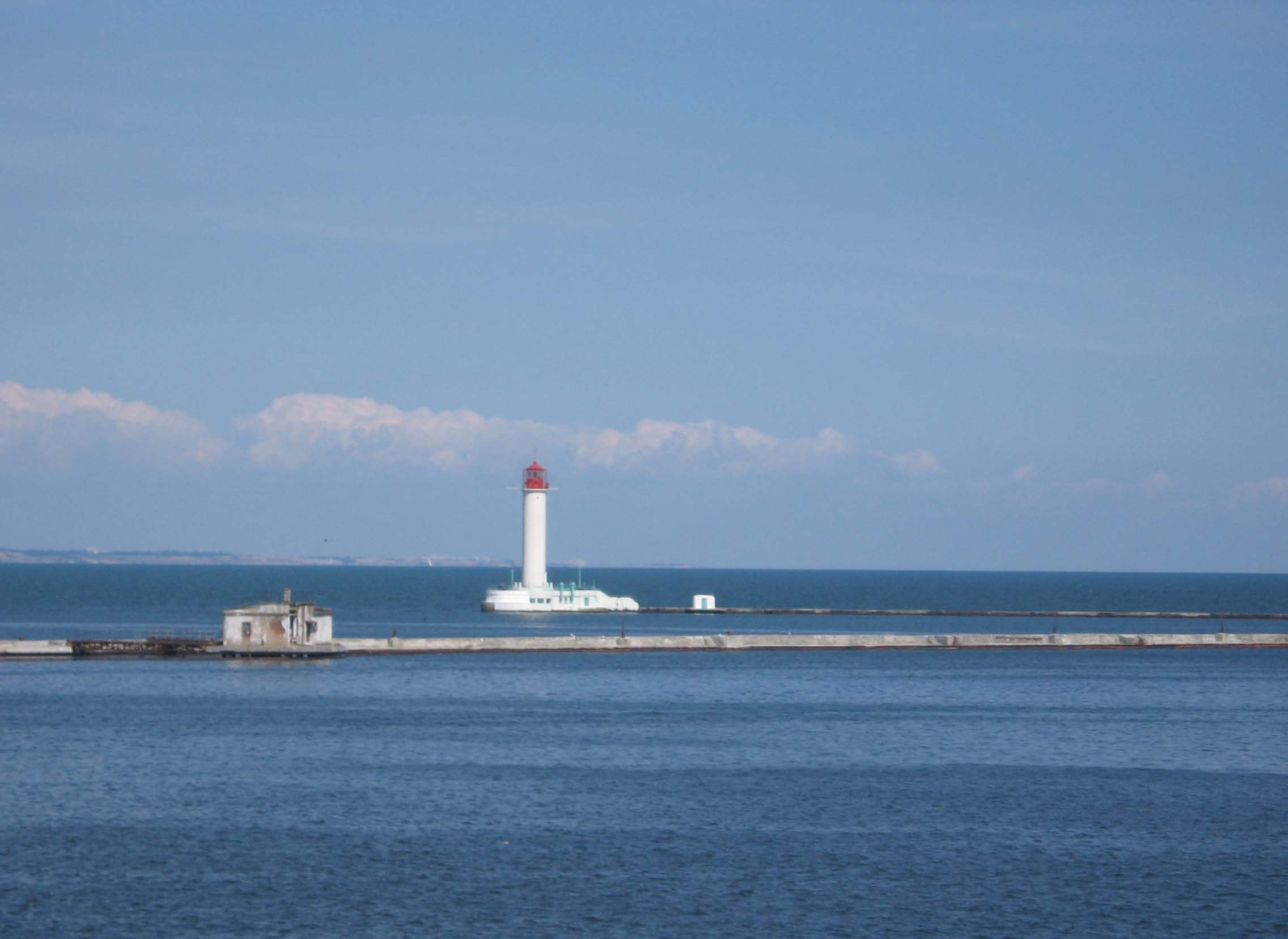
Одеська затока, місце поширення Theodoxus fluviatilis

Вид зустрічається в крупних річках більшості країн Європи окрім Альп. Поширений у Одеській та Фінській затоках. Мешкає частіше серед каменів, в основному в багатих кальцієм чистих річках (вид поширений по всій території річки Дніпро). Також зустрічається в солонуватих водоймах.

## Розмноження
Як і всі представники родини, особини Theodoxus fluviatilis одностатеві. Після запліднення, протягом літа, самки відкладають яйця на кам'янистих поверхнях або раковинах інших равликів. В акваріумах розмножуються протягом року, період дозрівання ікри близько 1 місяця.

## Небезпека зникнення
Вид знаходиться під загрозою зникнення в Німеччині і Швейцарії. В Богемії (Чехія) він вже зник.